# Сваненбург, Мария
Мария Катарина Сваненбург (нидерл. Maria Catharina Swanenburg, также известна по прозвищам Goeie Mie и de Leidse Gifmengster; 9 сентября 1839, Лейден — 11 апреля 1915, Горинхем) — нидерландская серийная убийца, убившая, по меньшей мере, 27 человек и подозревавшаяся в убийстве более чем 90 человек.

## Биография
Родителями Марии были Клеменс Сваненбург и Йоханна Дингьян.
После того, как две её дочери умерли в молодом возрасте, Мария 13 мая 1868 года вышла замуж за Йоханнеса ван дер Линдена. В браке у них родились пять сыновей и две дочери. Брак просуществовал до 29 января 1886 года.
Сваненбург получила прозвище Goeie Mie («Хорошая Ми») за осуществление ухода за детьми и больными в бедном квартале города Лейден, где она жила.

## Преступления
Доподлинно доказано, что Сваненбург отравила мышьяком, по меньшей мере, 102 человека, 27 из которых умерли в период между 1880 и 1883 годами. Всего расследовалось более девяноста случаев подозрительных смертей. Из выживших сорок пять человек заполучили устойчивые хронические заболевания после приёма яда.
Сваненбург совершала преступления из корыстного мотива: она надеялась получить страховку или наследство после смерти своих жертв. Таким образом ей удалось оформить на своё имя большое количество страховых полисов.
Первой жертвой Марии стала её мать, которую она отравила в 1880 году, вскоре после этого она отравила и своего отца.
Преступницу схватили при попытке отравления семьи Франкхёйзен (Frankhuizen) в декабре 1883 г.

## Суд
Судебный процесс над Сваненбург начался 23 апреля 1885 года. Подсудимая была признана виновной в убийстве последних трёх жертв и приговорена к пожизненному лишению свободы.
Умерла в заключении в 1915 году.